# Imperial (Boston)
Imperial is een historisch merk van motorfietsen.
De bedrijfsnaam was: Imperial Mfg. Company, Boston, Massachusetts.
Dit was een Amerikaans merk dat in 1903 begon met de bouw van 446cc-eencilinders. Imperial Mfg. beëindigde in 1910 de productie.